# パンノニア線
パンノニア線（パンノニアせん、ドイツ語: Pannoniabahn）は、オーストリア国鉄の鉄道線の名称である。路線番号は730。

## 歴史
1897年にショプロン・ポジョニ地方鉄道株式会社（ハンガリー語: Sopron–Pozsonyi helyi érdekü vasút részvény társaság）が設立されて、この路線および現在のパルンドルフ - ブラチスラヴァ線に関する鉄道建設許可を獲得した。両線は同年12月16日に開通され、パーンドルフ（現在パルンドルフ）でブダペスト - ブルック線と連結された。 
1921年秋にブルゲンラント州の成立と国境線の変更でこの路線はオーストリア連邦鉄道の路線網に組み入れられた。
1979年5月27日付きにパルンドルフ三角線がパルンドルフ町駅とともに開業されたことで、ウィーンとノイジードル方面の直通列車は方向転換なしに通行できることとなった。1979年夏、パルンドルフ町駅 - ノイジードル間の電化工事は進行されて、同年9月30日にその区間の電気運転が可能となった。
パンノニア線は州都アイゼンシュタットを貫通するものの、何度も廃止危機の路線目録に浮かんだ。一定運行間隔の導入、終着駅の乗り換えの確立、ウィーン方面の急行列車導入などの現代化の結果、乗客数は予想通りに増加した。
2009年以来ヴルカプロダースドルフ - ノイジードル間は電化されて、アイゼンシュタット - ノイジードル間にÖBB電力システムが採択されて、ヴルカプロダースドルフ - アイゼンシュタット間はGYSEV方式で電化されている。線路改良の時にはウィーン曲線という線形改良工法が最初で応用され、走行速度は向上できた。

## 運行形態
快速と普通について説明する。運賃制はオーストリア東部地域運輸連合（Verkehrsverbund Ost-Region、VOR）が担当する。

### 快速「レギオナルエクスプレス(REX)」
- REX64系統：ウィーン - パーンドルフ村 - アイゼンシュタット ( - ヴルカプロダースドルフ)
一時間に1本運行している。パーンドルフ以北は700号線に直通する。朝と夕方に、ヴルカプロダースドルフまで運行する。なお、アイゼンシュタット～ウィーンは、後述のREX65系統の方が所要時間が6分程度短い。
過去の運行形態
2019年以前は、平日の全列車、休日の半数がヴルカプロダースドルフまで直通していた。ヴルカプロダースドルフで512号線ウィーン方面快速と接続していた。
2020年度より、休日も全列車がヴルカプロダースドルフまで運行する様になった。
2024年度より、朝と夕方を除き、アイゼンシュタットまで運行区間が短縮された。

- REX65系統：アイゼンシュタット - ヴルカプロダースドルフ - ウィーン
一時間に1本運行している。ヴルカプロダースドルフ以南は512号線に直通する。アイゼンシュタットからウィーンへは、REX65系統の方が所要時間が短い。
2024年度に運行を開始した。

### 普通
- アイゼンシュタット学校～ヴルカプロダースドルフ
1時間に1本の運行。ヴルカプロダースドルフで512号線ショプロン方面の列車と接続する。
2019年以前は休日の本数が少なく、2時間に1本の運行であった。また、平日の午後など時間帯によっては全線を通して運行され、700号線のブルックまで直通する便も多かった。

## 駅一覧
以下では、オーストリア国鉄730号線の駅と営業キロ、停車列車、接続路線などを一覧表で示す。
- 種別
  - REX：快速
  - R：普通
- 停車駅
  - ■印：全列車停車
  - ｜印：全列車通過

| 路線名 | 駅名                                   | 駅間営業キロ | 累計営業キロ | REX | R | 接続路線                                             | 所在地           | 所在地                     |
| ------ | -------------------------------------- | ------------ | ------------ | --- | - | ---------------------------------------------------- | ---------------- | -------------------------- |
| 730    | ヴルカプロダースドルフ駅               | -            | 0.0          | ■   | ■ | 512号線                                              | ブルゲンラント州 | アイゼンシュタット郊外郡   |
| 730    | ヴルカプロダースドルフ停留所           | 1.3          | 1.3          | ■   | ■ |                                                      | ブルゲンラント州 | アイゼンシュタット郊外郡   |
| 730    | アイゼンシュタット駅                   | 5.4          | 6.7          | ■   | ■ |                                                      | ブルゲンラント州 | アイゼンシュタット市       |
| 730    | アイゼンシュタット学校駅               | 0.7          | 7.4          | ■   | ■ |                                                      | ブルゲンラント州 | アイゼンシュタット市       |
| 730    | シュッツェン・アム・ゲビルゲ駅         | 6.3          | 13.7         | ■   |   |                                                      | ブルゲンラント州 | アイゼンシュタット郊外郡   |
| 730    | シュッツェン停留所                     | 0.9          | 14.6         | ■   |   |                                                      | ブルゲンラント州 | アイゼンシュタット郊外郡   |
| 730    | ドンナースキルヒェン駅                 | 4.8          | 19.4         | ■   |   |                                                      | ブルゲンラント州 | アイゼンシュタット郊外郡   |
| 730    | プアバッハ・アム・ノイジードラーゼー駅 | 3.7          | 23.1         | ■   |   |                                                      | ブルゲンラント州 | アイゼンシュタット郊外郡   |
| 730    | ブライテンブルン駅                     | 5.3          | 28.4         | ■   |   |                                                      | ブルゲンラント州 | アイゼンシュタット郊外郡   |
| 730    | ヴィンデン駅                           | 1.2          | 29.6         | ■   |   |                                                      | ブルゲンラント州 | ノイジードル・アム・ゼー郡 |
| 730    | ヨイス駅                               | 2.6          | 32.2         | ■   |   |                                                      | ブルゲンラント州 | ノイジードル・アム・ゼー郡 |
| 730    | ノイジードル・アム・ゼー駅             | 2.5          | 34.7         | ■   |   | 731号線（パムハゲン方面）                            | ブルゲンラント州 | ノイジードル・アム・ゼー郡 |
| 730    | パーンドルフ村駅                       | 5.3          | 40.0         | ■   |   | 700号線（ブラチスラヴァ/ジェール方面、ウィーン方面） | ブルゲンラント州 | ノイジードル・アム・ゼー郡 |